# جورج (جنوب إفريقيا)
جورج هي بلدة، في جنوب أفريقيا، تقع في George Local Municipality ‏، هي عاصمة Garden Route District Municipality ‏، وGeorge Local Municipality ‏، بلغ عدد سكانها 157,394 نسمة وذلك حسب إحصائيات سنة 2011، رمزها البريدي هو 6529، و6530.

## المناخ
يظهر الجدول التالي التغييرات المناخية على مدار السنة لجورج:
| البيانات المناخية لـجورج                                                     | البيانات المناخية لـجورج | البيانات المناخية لـجورج | البيانات المناخية لـجورج | البيانات المناخية لـجورج | البيانات المناخية لـجورج | البيانات المناخية لـجورج | البيانات المناخية لـجورج | البيانات المناخية لـجورج | البيانات المناخية لـجورج | البيانات المناخية لـجورج | البيانات المناخية لـجورج | البيانات المناخية لـجورج | البيانات المناخية لـجورج |
| الشهر                                                                        | يناير                    | فبراير                   | مارس                     | أبريل                    | مايو                     | يونيو                    | يوليو                    | أغسطس                    | سبتمبر                   | أكتوبر                   | نوفمبر                   | ديسمبر                   | المعدل السنوي            |
| ---------------------------------------------------------------------------- | ------------------------ | ------------------------ | ------------------------ | ------------------------ | ------------------------ | ------------------------ | ------------------------ | ------------------------ | ------------------------ | ------------------------ | ------------------------ | ------------------------ | ------------------------ |
| الدرجة القصوى °م (°ف)                                                        | 41 (106)                 | 40 (104)                 | 41 (106)                 | 37 (99)                  | 33 (91)                  | 33 (91)                  | 31 (88)                  | 32 (90)                  | 37 (99)                  | 38 (100)                 | 39 (102)                 | 36 (97)                  | 41 (106)                 |
| متوسط درجة الحرارة الكبرى °م (°ف)                                            | 25 (77)                  | 25 (77)                  | 24 (75)                  | 22 (72)                  | 21 (70)                  | 19 (66)                  | 19 (66)                  | 19 (66)                  | 19 (66)                  | 20 (68)                  | 22 (72)                  | 23 (73)                  | 21 (70)                  |
| المتوسط اليومي °م (°ف)                                                       | 20 (68)                  | 20 (68)                  | 19 (66)                  | 17 (63)                  | 16 (61)                  | 14 (57)                  | 13 (55)                  | 13 (55)                  | 14 (57)                  | 15 (59)                  | 17 (63)                  | 19 (66)                  | 16 (61)                  |
| متوسط درجة الحرارة الصغرى °م (°ف)                                            | 15 (59)                  | 15 (59)                  | 14 (57)                  | 12 (54)                  | 10 (50)                  | 8 (46)                   | 7 (45)                   | 7 (45)                   | 9 (48)                   | 10 (50)                  | 12 (54)                  | 14 (57)                  | 11 (52)                  |
| أدنى درجة حرارة °م (°ف)                                                      | 7 (45)                   | 8 (46)                   | 6 (43)                   | 4 (39)                   | 0 (32)                   | 0 (32)                   | 1 (34)                   | 0 (32)                   | 2 (36)                   | 3 (37)                   | 5 (41)                   | 7 (45)                   | 0 (32)                   |
| الهطول مم (إنش)                                                              | 63 (2.5)                 | 59 (2.3)                 | 69 (2.7)                 | 71 (2.8)                 | 53 (2.1)                 | 45 (1.8)                 | 43 (1.7)                 | 68 (2.7)                 | 60 (2.4)                 | 64 (2.5)                 | 61 (2.4)                 | 59 (2.3)                 | 715 (28.1)               |
| متوسط أيام هطول الأمطار (≥ 1.0 mm)                                           | 11                       | 11                       | 11                       | 10                       | 9                        | 8                        | 8                        | 10                       | 10                       | 12                       | 11                       | 11                       | 121                      |
| متوسط الرطوبة النسبية (%)                                                    | 79                       | 81                       | 83                       | 80                       | 74                       | 67                       | 70                       | 71                       | 76                       | 79                       | 78                       | 77                       | 77                       |
| ساعات سطوع الشمس الشهرية                                                     | 235.6                    | 206.2                    | 207.7                    | 201.0                    | 204.6                    | 198.0                    | 210.8                    | 210.8                    | 201.0                    | 213.9                    | 222.0                    | 235.6                    | 2٬547٫2                  |
| ساعات سطوع الشمس اليومية                                                     | 7.6                      | 7.3                      | 6.7                      | 6.7                      | 6.6                      | 6.6                      | 6.8                      | 6.8                      | 6.7                      | 6.9                      | 7.4                      | 7.6                      | 7.0                      |
| المصدر #1: South African Weather Service                                     |                          |                          |                          |                          |                          |                          |                          |                          |                          |                          |                          |                          |                          |
| المصدر #2: الأرصاد الجوية الألمانية (humidity, 1951–1977 and sun, 1979–2000) |                          |                          |                          |                          |                          |                          |                          |                          |                          |                          |                          |                          |                          |

## أعلام
- كيفن أش
- أندرو بورو
- كولن أكرمان
- كولن غرينوود
- جان ربيع
- بيرسي وليامز
- أوفه أندرسون
- ريجنالد فريدريك لورانس
- يوهانس جيلدنهويز